# Torrent de la Roca (Granera)

El Torrent de la Roca, respecte del terme de Granera

El torrent de la Roca és un torrent del terme municipal de Granera, al Moianès.
Es forma al sud-oest de les Roques de Caldat, al nord de l'extrem oriental de la Carena de la Roca, també a l'extrem de llevant de la Baga de la Roca. Des d'aquest lloc, el torrent davalla cap a ponent, resseguint pel nord la baga i la carena esmentades. Passa ran de la Font de la Roca, just al nord de la masia de la Roca, i en arribar a migdia dels Pins Grossos es troba amb el torrent de Font de Buc, que prové del sud, i en ajuntar-se formen el torrent de l'Om, just al límit dels termes de Granera i Monistrol de Calders.